# スカシタゴボウ
スカシタゴボウ（透し田牛蒡、Rorippa palustris）は、アブラナ科イヌガラシ属の越年草。水田の畔などのやや湿った場所に生える雑草。和名の由来は不明。
イヌガラシ（Rorippa indica）によく似ているが、イヌガラシより果実の長さが短い。

## 分布
北海道から沖縄に分布する。

## ギャラリー

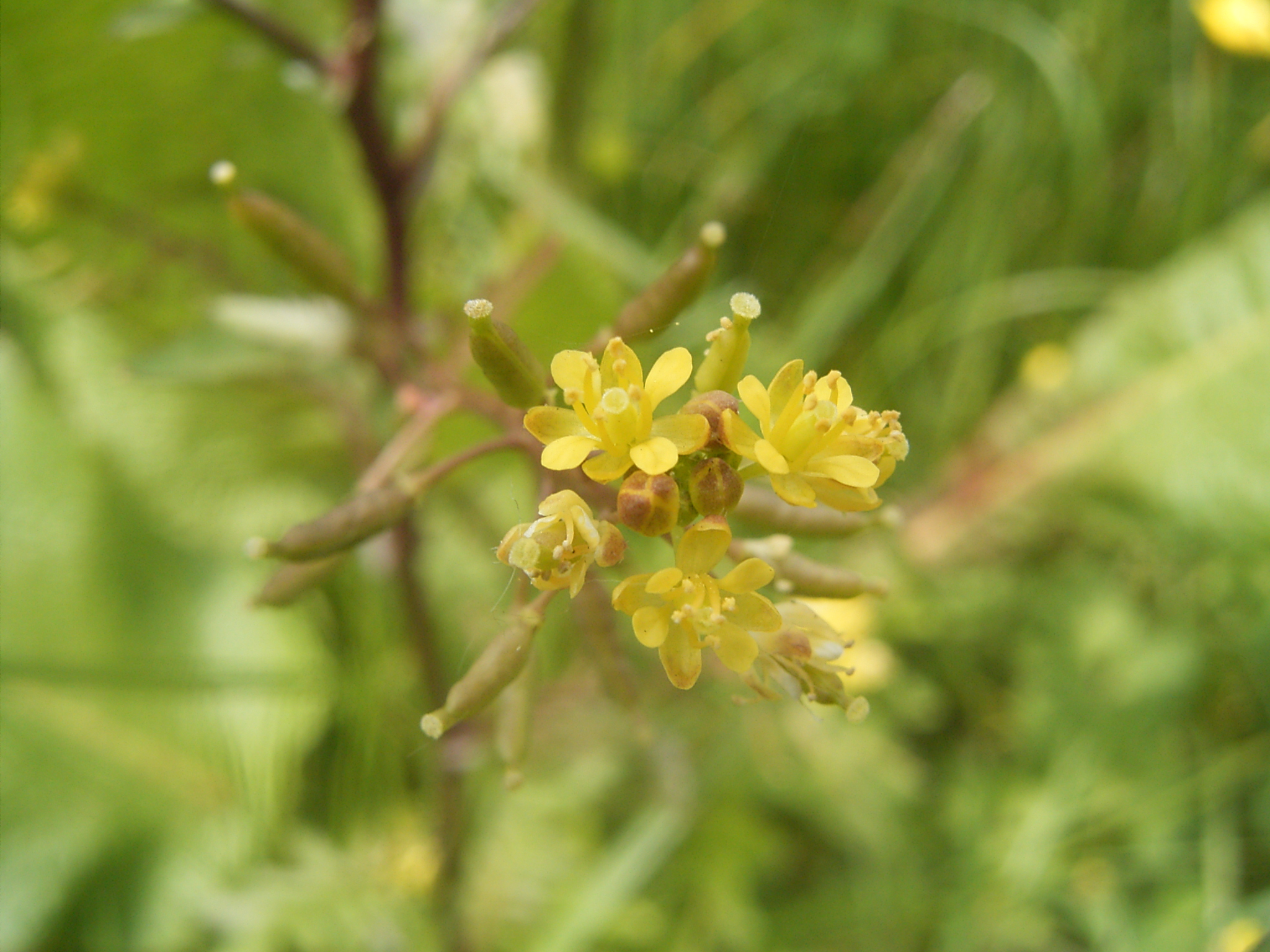
花
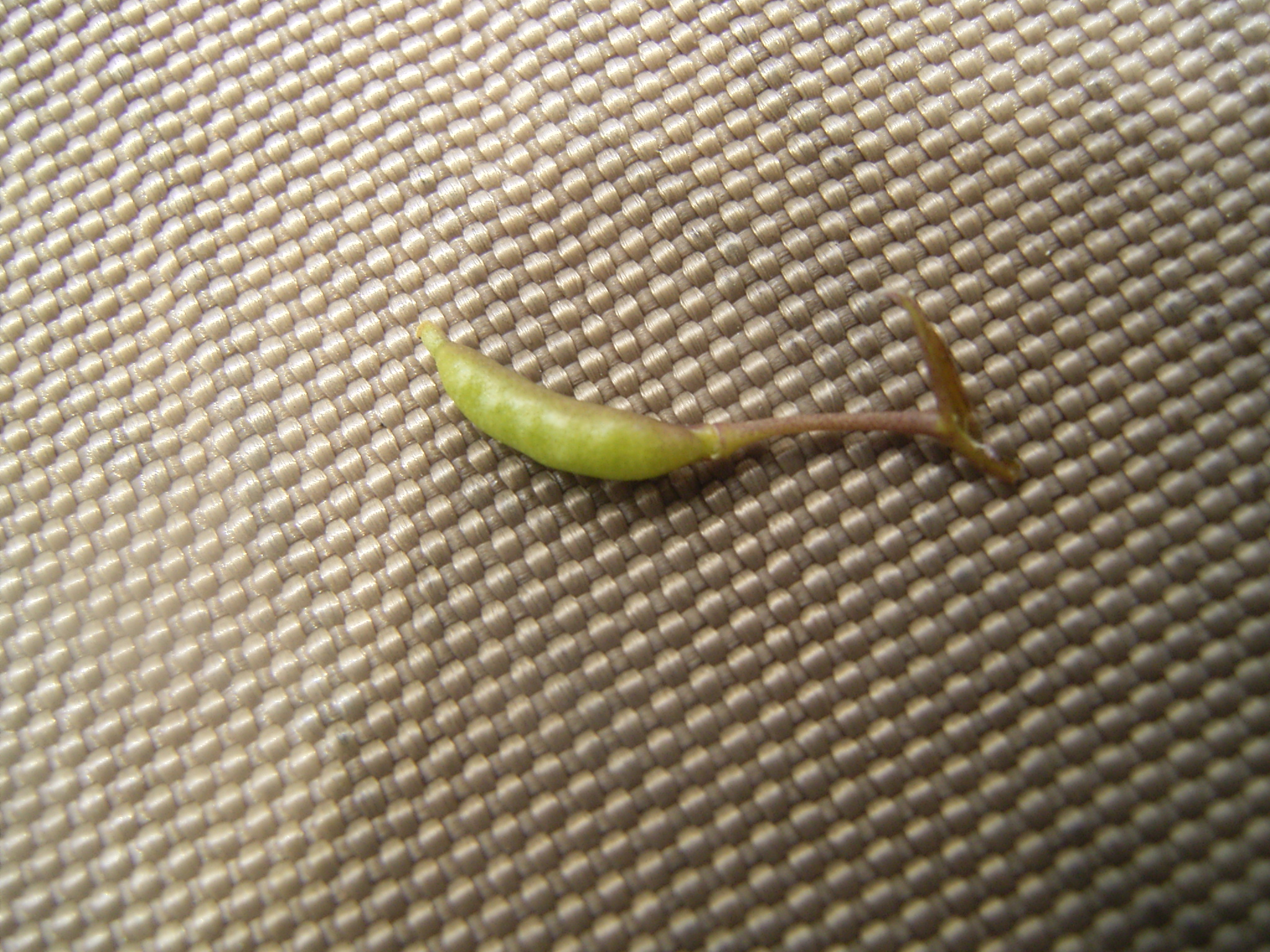
果実